# یواس‌ای ویک‌اند
یواس‌ای ویک‌اند (به انگلیسی: USA Weekend) یک مجله آمریکایی بود که آخر هفته منتشر می‌شد و متعلق به شرکت گانیت بود. این مجله در ساختار نشریه خواهر روزنامه برجسته گنت یواس‌ای تودی محسوب می‌شد و روزهای یکشنبه جزو روزنامه‌های محلی توزیع می‌شد، یواس‌ای ویک‌اند در اوج خود دومین مجله بزرگ ملی در ایالات متحده آمریکا پس از مجله Parade (magazine) بود و در بیش از ۸۰۰ دکه روزنامه فروشی در سراسر کشور توزیع می‌شد.